# Kanton Épernay-2
Kanton Épernay-2 (fr. Canton d'Épernay-2) je francouzský kanton v departementu Marne v regionu Grand Est. Tvoří ho 17 obcí a část města Épernay. Před reformou kantonů 2014 ho tvořilo 10 obcí a část města Épernay.

## Obce kantonu
od roku 2015:
| - Avize - Brugny-Vaudancourt - Chavot-Courcourt - Chouilly - Cramant - Cuis - Épernay (část) - Flavigny - Grauves | - Les Istres-et-Bury - Mancy - Monthelon - Morangis - Moussy - Oiry - Pierry - Plivot - Vinay |

před rokem 2015:
- Chouilly
- Damery
- Épernay (část)
- Fleury-la-Rivière
- Mardeuil
- Moussy
- Pierry
- Saint-Martin-d'Ablois
- Vauciennes
- Venteuil
- Vinay